# 남다르푸르주

남다르푸르주의 위치

남다르푸르주(아랍어: جنوب دارفور)는 수단 다르푸르에 있는 주(州)로, 수단 남부에 위치한다. 주도는 니알라이며 인구는 2,890,348명(2006년 기준), 면적은 127,300km2이다. 서쪽으로는 차드, 중앙아프리카 공화국과 국경을 접하며 남쪽으로는 남수단과 국경을 접한다.